# Târnăveni
Târnăveni (tot 3 mei 1941: Diciosânmartin; Hongaars: Dicsőszentmárton; Duits: Sankt Martin of Martinskirch; Saksisch: Mierteskirch) is een stad in het Roemeense district (județ) Mureș. De gemeente, die ook enkele dorpen omvat, telt 22.075 inwoners (2011) en ligt aan de rivier de Târnava Mică.
De oudste vermelding van de plaats dateert uit 1278 (Tycheu Szent Martun). Van 1876 tot 1920 was het de hoofdplaats van het comitaat Kis-Küküllő. Pas vanaf 1912 was het daar de hoofdstad van, want in dat jaar kreeg het stadsrechten.
De drie dorpen in de gemeente zijn Bobohalma (Bábahalma), Botorca (Őrhegy) en Cuștelnic (Csüdőtelke). Het laatste dorp werd in 2002 van Gănești naar Târnăveni overgeheveld.

## Demografie
De bevolking van Târnăveni is sinds 1992 gestaag aan het dalen, hieronder de bevolkingssamenstelling in historisch perspectief.
| Jaar | Totaal  | Roemenen | Hongaren | Duitsers | Joden | Roma | Overig    |
| ---- | ------- | -------- | -------- | -------- | ----- | ---- | --------- |
| 1850 | 1207    | 412      | 656      | 2        | 3     | 123  | 0         |
| 1880 | 1958    | 528      | 1226     | 30       | 0     | 174  | 0         |
| 1890 | 2421    | 581      | 1542     | 75       | 0     | 221  | 1         |
| 1900 | 3360    | 730      | 2520     | 83       | 0     | 23   | 5         |
| 1910 | 4417    | 957      | 3210     | 118      | 0     | 125  | 7         |
| 1920 | 4709    | 1.220    | 2871     | 56       | 490   | 72   | 0         |
| 1930 | 6567    | 1.805    | 3522     | 181      | 530   | 455  | 43 Nat.¹  |
| 1941 | 8049    | 4.783    | 2151     | 223      | ?     | ?    | 892 Nat.¹ |
| 1956 | 14.883  | 9987     | 4.045    | 390      | 101   | 339  | 4         |
| 1966 | 17.136  | 11.937   | 4345     | 383      | 97    | 332  | 7         |
| 1977 | 26.073  | 16.507   | 5417     | 454      | 43    | 1232 | 13        |
| 1992 | 28.634  | 20.054   | 5966     | 214      | 15    | 2368 | 7         |
| 2002 | 26.537  | 19.231   | 4721     | 105      | 4     | 2568 | 25        |
| 2011 | 20.309' | 13.253   | 3084     | 54       | *     | 2304 | *         |

Volgens de cijfers van 2002 hingen de 26.537 inwoners die de gemeente destijds telde de volgende religies aan:
- Roemeens-orthodox: 19.921
- Gereformeerd: 2552
- Grieks-katholiek 1135
- rooms-katholiek: 853
- Overige religies: 2076

### Hongaarse gemeenschap

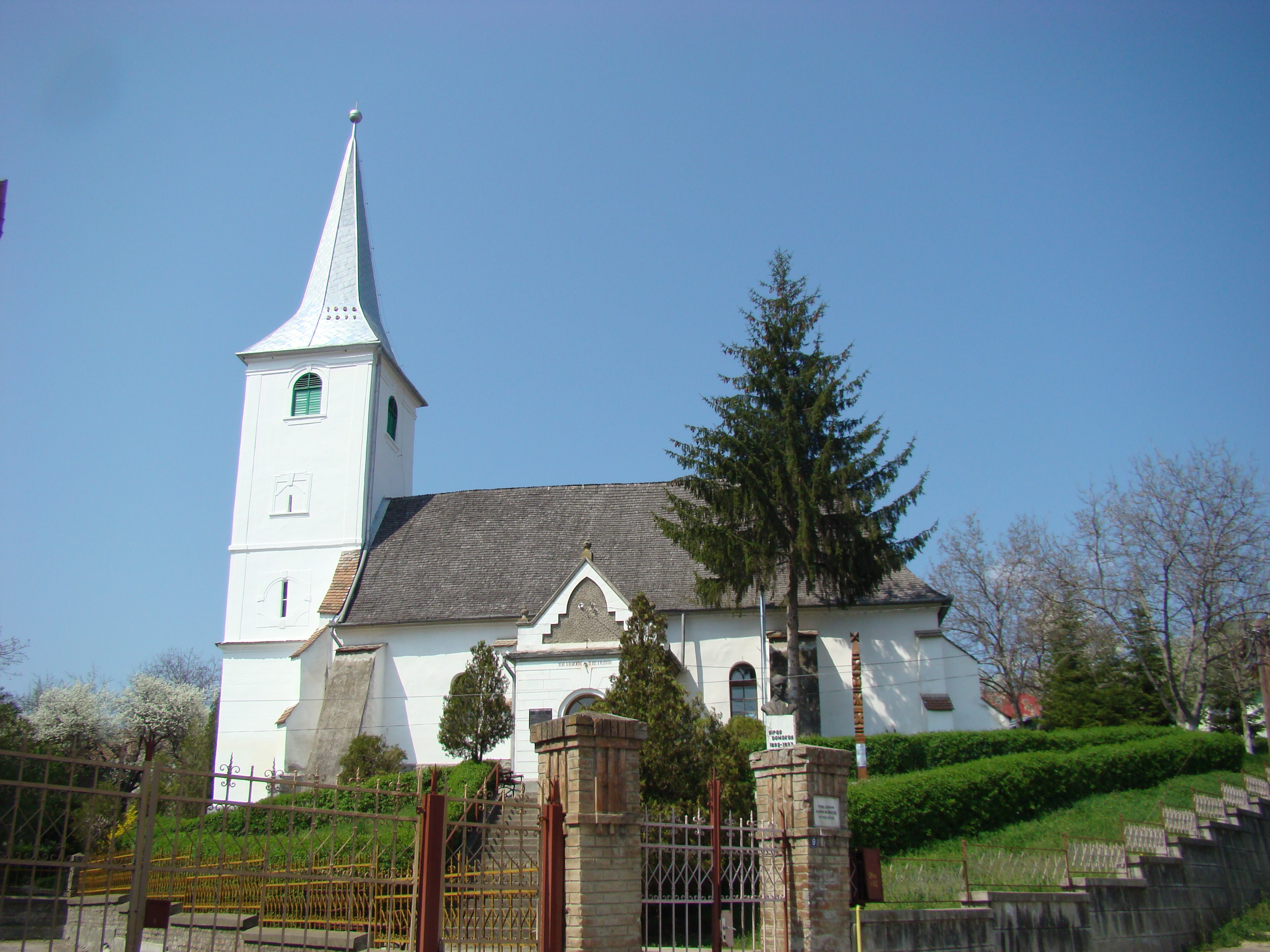
Unitarische kerk

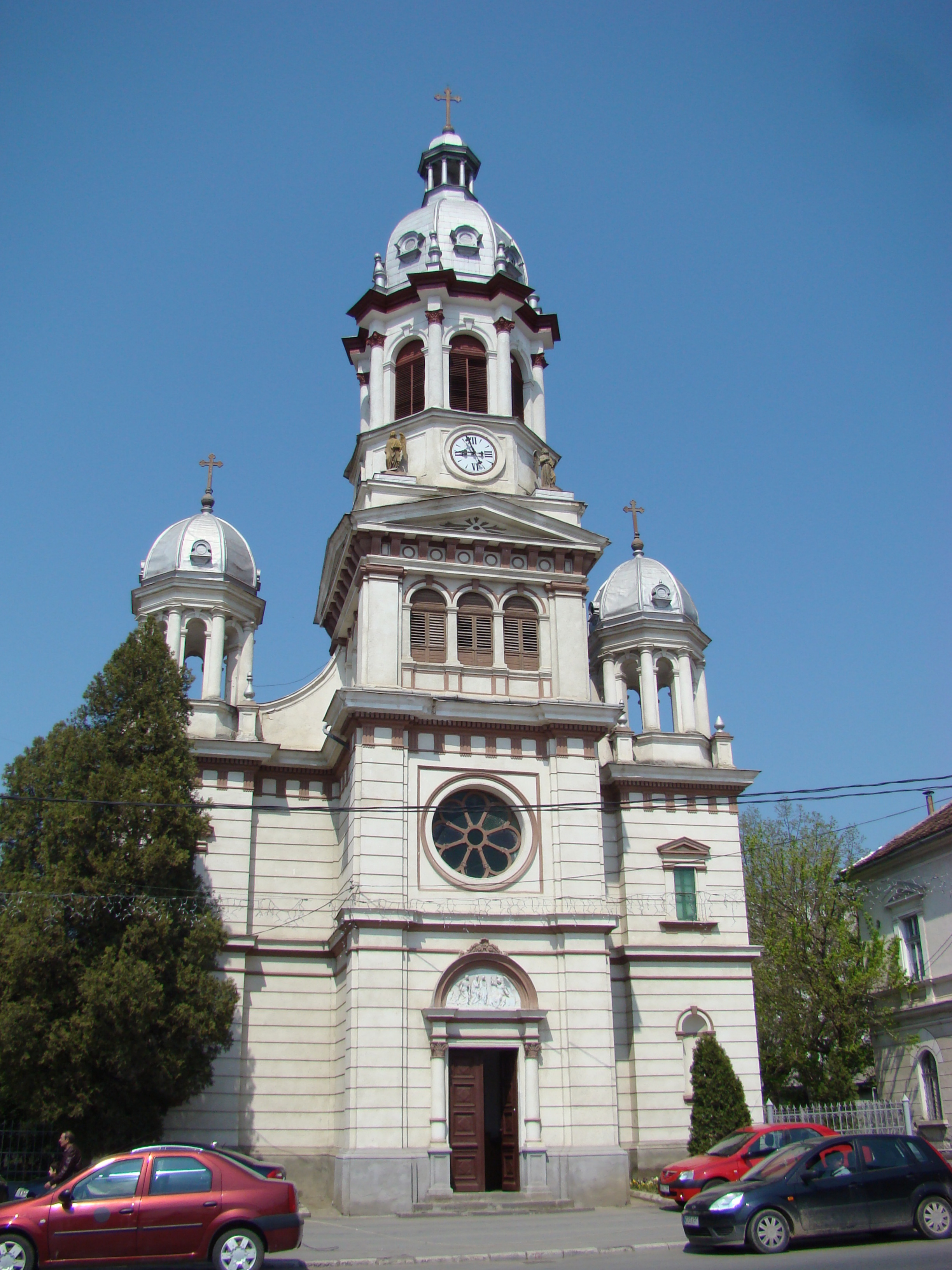
Rooms Katholieke kerk

Het belangrijkste monument van de Hongaarse gemeenschap is de centraal gelegen Unitarische Kerk die dateert uit de 13e eeuw. Verder gebruikt de Hongaarse gemeenschap de Hongaar Gereformeerde Kerk en de Rooms Katholieke kerk. Qua onderwijs is er geen sprake van een eigen Hongaarse school, wel heeft een lokale basisschool een Hongaarstalige afdeling alsmede het lokale gymnasium.

## Verkeer
De stad ligt aan de spoorweg tussen Blaj en Praid.
De belangrijkste weg die door de stad gaat is de DN14A Iernut-Mediaș.
Andere belangrijke wegen zijn de DJ 117 Târnăveni-Blaj en DJ 142 Târnăveni-Bălăușeri.
Nabije plaatsen zijn:
- Boekarest - 360 km
- Târgu Mureș - 45 km
- Cluj-Napoca - 102 km
- Sibiu - 78 km
- Mediaș - 25 km
- Blaj - 36 km

## Toerisme
Târnăveni heeft een museum dat in 1962 is geopend en gewijd is aan archeologische vondsten en etnografische objecten uit de streek. De oudste kerk van de stad dateert uit de middeleeuwen en is sinds de Reformatie in handen van de unitariërs. De kerk heeft een cassetteplafond uit 1769. Andere kerken zijn de Biserica Sf. Treime (Kerk van de Heilige Drie-eenheid), die (met een onderbreking van 1946 tot 1956) tussen 1937 en 1971 gebouwd werd, de Biserica Sf. Gheorghe (St. Joriskerk, 1921) en de rooms-katholieke Martinuskerk (1899).
Een populair natuurgebied in de buurt is het Coronabos, dat tussen de rivieren Mureș en Târnava Mica ligt.

## Partnersteden
Târnăveni heeft stedenbanden met Hajdúszoboszló (Hongarije, sinds 1990), Halle (Duitsland, 1989) en Ronchin, Frankrijk (1998).

## Externe links

Panorama van Târnăveni

## Beroemde inwoners
- György Ligeti
- László Bölöni